# أغلب (اسم)
أَغْلَب هو اسم علم مذكر من أصل عربي، وجاء الاسم على صيغة أفعل، ومعناه هو الكثير الغلبة والانتصار. والأغلب غليظ الرقبة دلالةً على غلابته وقوته.